# 世尊寺行尹
世尊寺 行尹（せそんじ ゆきただ、弘安9年（1286年） - 貞和6年1月14日（1350年2月21日））は、鎌倉時代から南北朝時代にかけての公卿・能書家。従二位・世尊寺経尹の四男。官位は従三位・宮内卿。世尊寺家第12代当主で、後世、藤原行成・世尊寺行能とともに世尊寺流の三筆と称された。

## 経歴
中務少輔を経て、花園朝で延慶2年（1309年）正五位下、延慶4年（1311年）左兵衛権佐に叙任され、文保2年（1318年）後醍醐天皇の即位に伴って従四位下に昇叙されている。しかし、それ以後鎌倉時代末から建武の新政にかけての約20年間の動向が明らかでない。文保年間に籠絡されて鎌倉に没落していたともされる（『入木口伝抄』）。
建武4年/延元2年（1337年）第11代当主である兄の行房が金ヶ崎城落城時に自刃し、世尊寺家は当主を失う。その後、行尹が第12代当主となることで世尊寺家は命脈を保つことができたが、行尹がいつ鎌倉から戻ったのかなど、その経緯は明らかでない。なお、兄が没した翌年の建武5年/延元3年（1338年）行尹は20年ぶりに昇叙されて従四位上に昇進しており、このころに行尹は京に戻り、家督を継いだと考えられる。
行尹は暦応2年（1339年）宮内卿、翌暦応3年（1340年）正四位下に叙任され、それ以後は能書活動が記録されるようになる。その記録は『園太暦』に詳しく、康永3年（1344年）から貞和4年（1348年）までの活動が見え、特に晩年期の活躍が著しい。例えば、貞和3年（1347年）光厳上皇・広義門院が竹林院入道西園寺公衡の三十三回忌仏事を営むにあたり、行尹は菅原在成起草の願文を清書している。
貞和2年（1346年）行尹は従三位に叙せられ公卿に昇るが、能書のゆえの栄進である。宮廷で持明院統（北朝）と大覚寺統（南朝）とが対立する中、行尹は北朝に仕えて公式の書役をつとめた。南北両朝の戦塵の中に行尹の能書活動が迎えられたのである。行尹の真跡として、『七首和歌懐紙』、『五首和歌懐紙断簡』、『諸徳三礼』などが伝えられるが、確実なものは遺っていない。しかし、三条西実隆は日記で行尹の書いた伝奏番文の筆跡を称賛しており（『実隆公記』）、彼の筆跡が優れていたことは明らかである。
貞和6年（1350年）正月14日薨去。享年65。最終官位は前宮内卿従三位。行尹は継嗣がいなかったため、兄・世尊寺有能の子である行忠を養嗣子に迎えた。行忠は第13代当主となり、正二位・参議に至り、家門の面目を十二分に発揮した。

## 尊円法親王と世尊寺家
行房・行尹の兄弟は尊円法親王に書法の指導を行った。尊円法親王は『入木抄』という書論の著者として、また、御家流の創始者として日本の書道史上に欠くことのできない存在であり、その書流は明治時代になるまで和様書道の中心的書風として知られる。
御家流（尊円流）の流行
室町時代後期に一条兼良が編纂したとされる『尺素往来』によると、「近日は、尊円親王の書が流行の兆しを見せはじめ、全国津々浦々で行われた。（趣意）」とある。また、『六朝書道論』付録の「六名家書談」で日下部鳴鶴は、「徳川末期の書風は尊円親王から出た御家流といふ書風が行はれて居（を）って、当時に在っては、御家流にあらざれば書にして書にあらずといふやうな偏見が一般の頭脳に留まって居ったことは事実である。（中略）当時の公文書は御家流に限られてあったから一般民間の書風も、全然御家流の天下であったのである。」と記しているように、御家流（尊円流）は室町時代後期から明治時代の初期に至るまで全国に広まっていたことがわかる。
文和元年（1352年）11月14日、尊円法親王が55歳のとき、行房・行尹兄弟から受けた秘説を思い出すままに記した『入木口伝抄』という本が遺っており、その奥書に、尊円法親王と世尊寺家との関係を語っている。以下、その内容を要約する。
『入木口伝抄』の奥書
応長元年（1311年）12月、尊円法親王は14歳で入木道を志し、経尹を師匠として入門を要請した。経尹は尊円の腕前を知るため、覚尹僧都（経尹の第5子、延暦寺の僧）を使いとして、尊円の筆跡を要求してきた。尊円は一紙を書き送ったところ、見所があるから稽古を積むようにとの返答が来たが、経尹はすでに65歳であったので、老体を理由に師範を拒否し、代わりに子の行尹を「器量の者」として推薦してきた。そして、尊円は行尹について16歳までの2年間、精進を重ね、行尹も熱心に教えた。尊円はぐんぐんと腕をあげていったが、17歳になると尊円は修行が忙しくなり、手習いの時間がなくなった。文保のころに、行尹は籠絡されて鎌倉に没落したので、尊円は師匠を失ってしまったが、行尹が帰洛するまでの間、行尹の兄・行房が代わりに多くの口伝を授けてくれた。
『入木口伝抄』には、秘伝を受けた年月日が記録されており、それによると、元亨2年（1322年）3月25日（尊円25歳）からの記録となる。この時、行尹はすでに鎌倉にいたので、この聞書の執筆は行房を師匠としてからのことである。例えば、「嘉暦三年四月八日行房朝臣来。額事習之。問云、（中略）。答云、（後略）」などとあり、その質疑が問答形式によって示されている。帰洛してからの行尹の講説もある。

## 官歴
『諸家伝』による。
- 時期不詳：従五位下
- 時期不詳：従五位上。中務少輔
- 延慶2年（1309年） 12月16日：正五位下、去少輔
- 延慶4年（1311年） 3月15日：左兵衛権佐
- 応長2年（1312年） 3月15日：去権佐
- 文保2年（1318年） 4月14日：従四位下
- 建武5年（1338年） 正月5日：従四位上
- 暦応2年（1339年） 正月13日：宮内卿。5月7日：去卿
- 暦応3年（1340年） 4月1日：正四位下
- 貞和2年（1346年） 2月21日：従三位
- 貞和6年（1350年） 正月14日：薨去

## 系譜
- 父：世尊寺経尹
- 母：不詳
- 妻：不詳
- 養子
  - 男子：世尊寺行忠 - 兄・世尊寺有能の子

## 関連作品
小説
- アグニュー恭子『世尊寺殿の猫』論創社、2024年。

元亨2年(1322年)の、京都から関東に下向していた時期の行尹が登場する。下向の経緯や目的は不明で、称名寺の東の一隅にある庵で暮らしている。母の言いつけで彼の手蹟を求めに来た足利高国（足利直義）に対して自分の娘の手蹟を渡すことを提案するが、それには行尹が出題した謎を解くことを条件とした。